# 第三十二号哨戒特務艇
第三十二号哨戒特務艇（だいさんじゅうにごうしょうかいとくむてい）は、日本海軍の未成特務艇（哨戒特務艇）。第一号型哨戒特務艇の14番艇。

## 艇歴
マル戦計画の特務艇、第2121号艦型の32番艇、仮称艦名第2152号艦として計画。1944年11月5日、第三十二号哨戒特務艇と命名されて第一号型哨戒特務艇の13番艇に定められ、本籍を横須賀鎮守府と仮定。1945年6月5日、株式会社船矢造船鉄工所で進水。
終戦時未成。8月17日、工事中止が発令され船体工程95%で工事中止。
1947年2月1日、行動不能艦艇（特）に定められる。2月1日現在、船体は函館市の船矢造船鉄工所にあり、大湊地方復員局の依頼により同社が船体を管理中。2月8日、横須賀地方復員局所管の特別輸送艦に定められ、艦名を哨特第三十二号に改称し、特別保管艦（特）に指定される。2月28日現在、船体は旧大湊掃海部突堤に繋留中。
4月15日、特別輸送艦の定めを解かれる。4月16日、船体は一時使用許可が出され青森県に引き渡された。6月20日、船体は青森県から北海道岩内漁業会の岩城某に引き渡され、6月22日に大湊から船矢造船鉄工所へ曳航された。11月22日、在東京アメリカ極東海軍司令部から、本船の漁船への改造許可が出された。12月1日現在、船体は船矢造船鉄工所に放置され改造未着手。その後の消息は詳らかではない。